# Raymond W. Baker
Raymond W. Baker (sinh ngày 30 tháng 10 năm 1935) là một doanh nhân, học giả, tác giả người Mỹ và "thẩm quyền về tội phạm tài chính". Ông là người sáng lập và chủ tịch của Liêm chính Tài chính Toàn cầu, một tổ chức nghiên cứu và vận động tại Washington, DC làm việc để ngăn chặn dòng tài chính bất hợp pháp.

## Giáo dục
Baker là một sinh viên tốt nghiệp năm 1960 của Trường Kinh doanh Harvard,  và tốt nghiệp năm 1957 của Học viện Công nghệ Georgia, nơi ông là thành viên của Hiệp hội ANAK.

## Nghề nghiệp
Raymond Baker bắt đầu sự nghiệp chuyên nghiệp bằng cách làm việc như một doanh nhân ở Nigeria ở nhiều vị trí khác nhau trong 15 năm. Vào giữa những năm 1970, Bakers phát hiện ra rằng Nigeria đã trở nên không phù hợp với một gia đình nước ngoài có con nhỏ, vì vậy họ chuyển đến Hoa Kỳ và định cư ở khu vực Washington, DC. Trong 10 năm tiếp theo, Raymond Baker đã kinh doanh rộng rãi ở Trung và Nam Mỹ, các khu vực khác của Châu Phi, Úc và New Zealand, Đông Nam Á và với Cộng hòa Nhân dân Trung Hoa. Sau đó, vào cuối những năm 1980, ông chuyển sang cung cấp dịch vụ tư vấn tài chính và thương mại cho các chính phủ ở các quốc gia đang phát triển. Với sự tích lũy kinh nghiệm này, ông đã liên kết với Viện Brookings vào năm 1996 với tư cách là một học giả khách mời trong các nghiên cứu kinh tế.
Năm 1996, Raymond Baker đã nhận được một khoản tài trợ từ Quỹ John D. và Catherine T. MacArthur cho một dự án mang tên, "Thủ đô Chuyến bay, Nghèo đói và Kinh tế Thị trường Tự do." Dự án đã đưa ông đến 23 quốc gia nơi ông phỏng vấn hơn 335 nhân viên ngân hàng, chính trị gia, quan chức chính phủ, nhà kinh tế, luật sư, người thu thuế, nhân viên an ninh và các nhà khoa học xã hội về mối quan hệ giữa trốn thuế thương mại, hối lộ, rửa tiền và tăng trưởng kinh tế.
Năm 2006, Baker thành lập Liêm chính Tài chính Toàn cầu, tổ chức vận động và nghiên cứu có trụ sở tại Washington, DC mà ông vẫn là chủ tịch, với mục tiêu định lượng và phân tích các luồng tài chính bất hợp pháp trong khi xây dựng và thúc đẩy các giải pháp chính sách nhằm kiềm chế chúng. Dưới sự lãnh đạo của Baker, GFI đã công bố một số báo cáo kinh tế ước tính rằng gần 1 nghìn tỷ đô la Mỹ mỗi năm chảy ra bất hợp pháp ra khỏi các nước đang phát triển. Thúc đẩy niềm đam mê của Baker về vấn đề này là niềm tin tiềm ẩn của ông rằng những dòng vốn bất hợp pháp này là vấn đề kinh tế lớn nhất mà người nghèo trên thế giới phải đối mặt. Baker đã được trích dẫn khi nói: "Khoản tiền bất chính 1 nghìn tỷ đô la trở lên này chảy qua biên giới và cấu trúc tạo điều kiện cho sự di chuyển của nó không chỉ là lỗ hổng lớn nhất trong hệ thống kinh tế toàn cầu. Đó cũng là điều kiện kinh tế tai hại nhất làm tổn thương người nghèo ở các nền kinh tế đang phát triển và chuyển đổi."
Vào tháng 1 năm 2009, Baker đã tập hợp một liên minh gồm các tổ chức nghiên cứu và vận động và hơn 50 chính phủ để thành lập Lực lượng Đặc nhiệm về Liêm chính Tài chính và Phát triển Kinh tế - một tổ chức ủng hộ sự minh bạch trong hệ thống tài chính toàn cầu. Ông từng là giám đốc đầu tiên của Lực lượng đặc nhiệm từ khi thành lập vào năm 2009 đến đầu năm 2013.
"Công việc giải thích làm thế nào 1 nghìn tỷ đô la tiền bẩn rời khỏi các nước nghèo mỗi năm đã giúp minh bạch tài chính trong chương trình nghị sự của các nhà lãnh đạo thế giới." Trọng tâm của công việc gần đây của ông là liên kết các luồng tài chính bất hợp pháp với vi phạm nhân quyền và bất bình đẳng kinh tế.
Baker cũng là thành viên của Hội đồng cấp cao về các luồng tài chính bất hợp pháp từ châu Phi, được thành lập bởi Ủy ban Kinh tế của Liên hợp quốc về châu Phi vào tháng 2 năm 2012. Hội thảo do cựu Tổng thống Nam Phi Thabo Mbeki chủ trì.
Baker là thành viên của Hội đồng Kinh tế Thế giới về Thương mại Bất hợp pháp, và ông đã làm chứng nhiều lần trước các ủy ban của Quốc hội tại Hạ viện Hoa Kỳ và Thượng viện Hoa Kỳ về rửa tiền, tham nhũng và bay vốn bất hợp pháp.

## Tác phẩm đã xuất bản
Năm 2005 Baker đã xuất bản "gót chân Achilles của chủ nghĩa tư bản: Tiền bẩn và cách làm mới hệ thống thị trường tự do. Nghiên cứu toàn diện về dòng vốn bất hợp pháp này bao gồm thăm dò đầy đủ bối cảnh và nguyên nhân gốc rễ của chúng, tác động tài chính của nền kinh tế thế giới cũng như các biện pháp kiểm soát và cắt giảm có thể, đã trao cho ông một cơ quan quốc tế được công nhận về tham nhũng, rửa tiền, tăng trưởng và các vấn đề chính sách đối ngoại liên quan đến các nền kinh tế đang phát triển và chuyển đổi và tác động của chúng đối với lợi ích kinh tế và đối ngoại của phương Tây.
Một cựu học giả khách tại Viện Brookings và là cựu thành viên cao cấp tại Trung tâm Chính sách Quốc tế, Baker cũng là tác giả của "Lỗ hổng lớn nhất trong Hệ thống Thị trường Tự do", "Thủ đô Chuyến bay bất hợp pháp; Nguy hiểm cho sự ổn định toàn cầu", "Làm thế nào tiền bẩn ràng buộc người nghèo", và các tác phẩm khác.